# Coracias benghalensis
La ghiandaia marina indiana (Coracias benghalensis (Linnaeus, 1758)) è un uccello della famiglia Coraciidae.
È l'uccello simbolo dello stato indiano del Karnataka.

## Descrizione
È un uccello di media taglia, lungo 30–34 cm, con un peso di 166–176 g. Assieme alla ghiandaia marina indocinese (C. affinis) è la sola specie del genere Coracias che mostra una striscia azzurra lungo la metà distale delle remiganti primarie, ben visibile in volo.

## Biologia

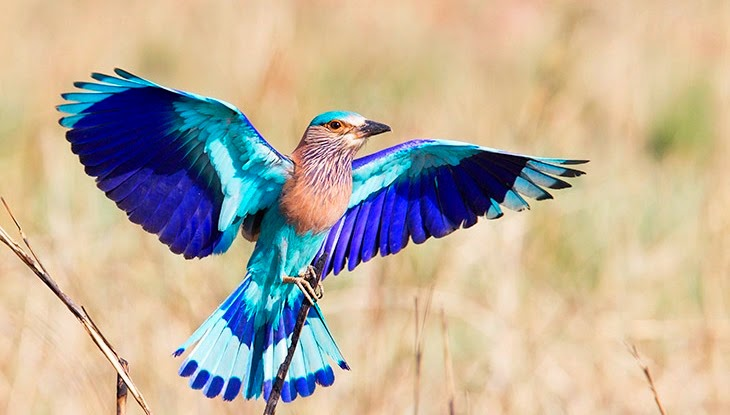
Coracias benghalensis mentre dispiega le ali

Durante la stagione riproduttiva i maschi si esibiscono in evoluzioni acrobatiche.

## Distribuzione e habitat
Si trova ampiamente in Asia occidentale e nel subcontinente indiano, dall'Iraq e dalla parte orientale della penisola arabica sino al Bangladesh e al Bhutan. La più grande popolazione vive in India.
È spesso avvistato sugli alberi, in prati aperti e in ambienti forestali.

## Tassonomia
Questa specie fu descritta nel 1758 da Linneo, nella decima edizione della sua opera Systema Naturae, come Corvus benghalensis.
Sono note due sottospecie:
- Coracias benghalensis benghalensis	(Linnaeus, 1758)
- Coracias benghalensis indicus Linnaeus, 1766